# Big Muddy Creek
Big Muddy Creek är ett vattendrag i Kanada och USA. Källorna ligger i provinsen Saskatchewan i Kanada och floden flyter in i delstaten Montana i USA där den mynnar i Missourifloden.